# گرن توریسمو ۶
گرن توریسمو ۶ (به انگلیسی: Gran Turismo 6) یک بازی ویدئویی در سال ۲۰۱۳ است که توسط پولی‌فونی دیجیتال توسعه یافته و توسط سونی کامپیوتر انترتینمنت برای کنسول بازی پلی‌استیشن ۳ منتشر شده است. این ششمین قسمت اصلی و یازدهمین قسمت کلی از مجموعه گرن توریسمو است. در ۶ دسامبر ۲۰۱۳ در سراسر جهان منتشر شد. این بازی با استقبال مثبت روبرو شد و موفقیت مالی داشت. ویژگی‌های جدید شامل افزودن خودروها و پیست‌های بیشتر، بهبود گزینه‌های سفارشی‌سازی خودرو، و مشارکت با جشنواره سرعت گودوود، مؤسسه آیرتون سنا، فیا و نسکار می‌باشد. گرن توریسمو ۶ اولین بازی است که دارای محتوای رسمی تأیید شده توسط فدراسیون بین‌المللی اتومبیل‌رانی گواهی شده است.

## توسعه
در نوامبر ۲۰۱۱، کازونوری یامائوچی خالق بازی گرن توریسمو، بیان داشت او و تیمش در پولی‌فونی دیجیتال در حال کار بر روی گرن توریسمو ۶ هستند. در مارس ۲۰۱۲، کارکنان در پیست کوه پانوراما در بثرست، نیو ساوت ولز، استرالیا، عکاسی و اسکن کردن تا مسیر را اضافه کنند. کارکنان نشان دادند که کوه پانوراما در گرن توریسمو ۶ گنجانده شده است و اولین مسیر مسابقه استرالیا برای نمایش در بازی است.
در فوریه ۲۰۱۳، مایکل دنی، معاون سابق رئیس سونی کامپیوتر انترتینمنت اروپا، ادعا کرد با وجود اینکه کنسول پلی‌استیشن ۴ معرفی شده بود، اما گرن توریسمو ۶ برای پلی‌استیشن ۳ باقی خواهند ماند.
گرن توریسمو ۶ در ۱۵ می ۲۰۱۳ در زمانی که سونی کامپیوتر انترتینمنت اروپا سالگرد ۱۵ سالگی گرن توریسمو را در پیست سیلورستون، واقع در انگلستان برگزار کرد، کازونوری یامائوچی به‌طور رسمی اعلام کرد گرن توریسمو ۶ دارای ویژگی‌هایی از قبیل ۷۱ طرح بندی از ۳۳ آهنگ، ۱۲۰۰ خودرو، یک موتور رندر انعطاف‌پذیر جدید که دارای تطبیقی موزائیک گرافیکی است، و یک طراحی مجدد ساده‌تر رابطه منو با بار سریع‌تر خواهد بود. ساختار اولیه فیزیک به روز شده گرن توریسمو ۶ برای عموم نشان داده شد، هنگامی که جی‌تی آکادمی ۲۰۱۳ در فروشگاه پلی‌استیشن در تاریخ ۲ ژوئیه ۲۰۱۳ منتشر شد.

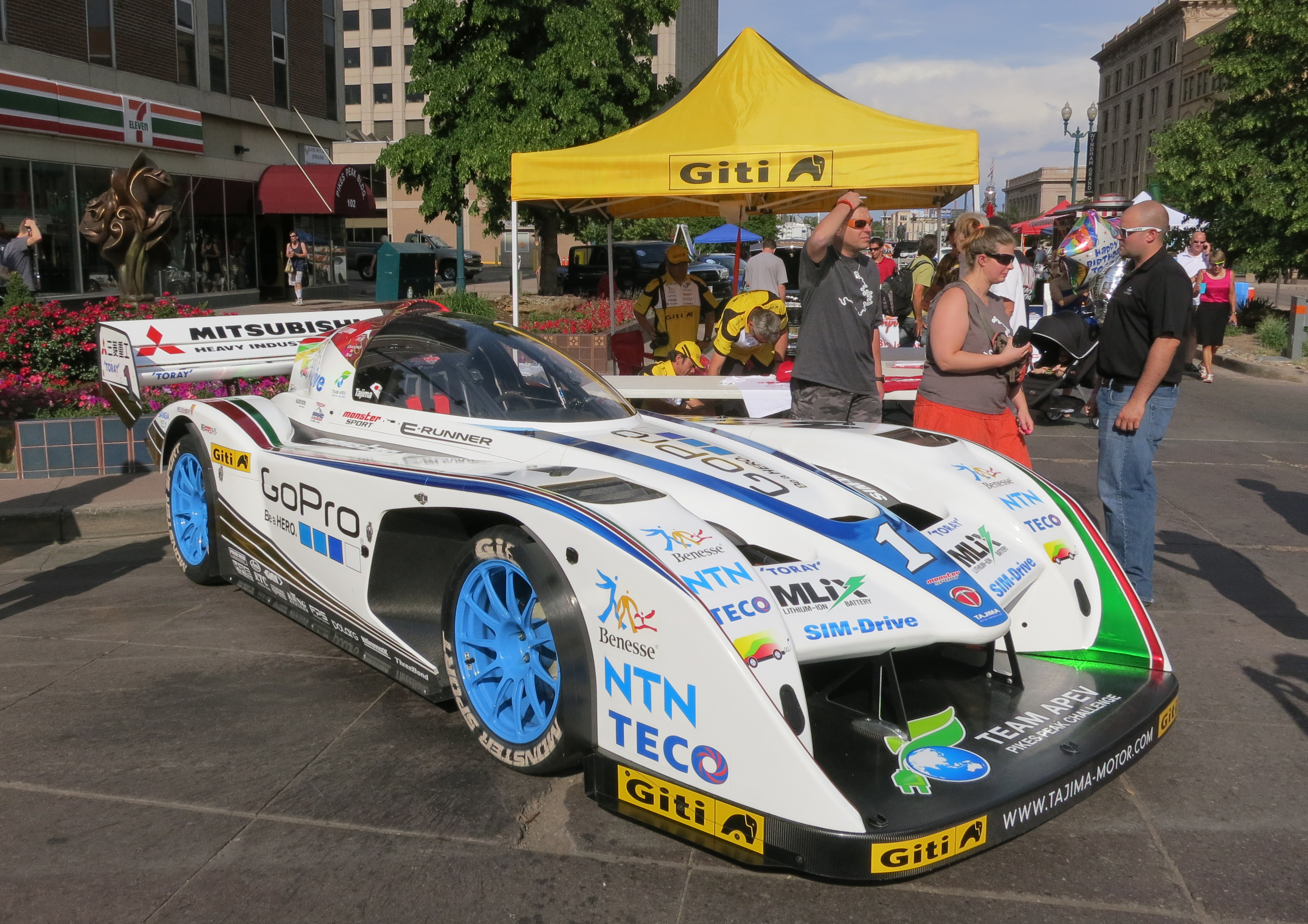
پایکس پیک اسپشیال ای-رانر مانستر تاجیما یکی از خودروهای الکتریکی جدید در این بازی است.

در ۱۰ ژوئیه ۲۰۱۳، سازندگان اعلام کردند که مسیر صعود تپهٔ جشنواره سرعت گودوود صعود در بازی گنجانده خواهد شد. مسافت ۱٫۱۶ مایل از جاده‌ای که از طریق خانه‌های خانواده ارل مارس اجرا می‌شود، میزبان جشنواره سرعت و جشن سالانه فرمول یک، رقابت‌های جایزه بزرگ موتورسواری، خودروهای رالی قهرمانی جهان و همچنین سایر رانندگان معروف و خودروها از تمام سنین و جنبه‌های موتوراسپورت هستند. این به توسعه دهندگان بازی این ایده را مبنی بر ایجاد یک مسیر در اینجا به دلیل انواع وسیعی از وسایل نقلیه که از صعود تپه در مقابل ۱۸۵ هزار تماشاگر استفاده می‌کردند یامائوچی گفت: "من همیشه عاشق جشنواره سرعت بوده‌ام و آنچه لرد مارچ به دست آورده است، من عاشق طیف باور نکردنی خودروها در نمایشگاه هستم از قیمت بی نظیر، نادر و عجیب و غریب، به آخرین هاچ‌بک خانوادگی و کامل در خودروهای مسابقه. من عاشق چالش تپه‌نوردی (Hill Climb) و مسابقات رالی هستم، بازخورد بهتری از طرفداران گودوود نخواهد بود تا به من بگویند آیا با گرن توریسمو ۶ در مسیر درستی حرکت می‌کنیم یا خیر! نسخهٔ نمایشی گرن توریسمو ۶ در جشنواره به نمایش گذاشته شد تا به تماشاگران فرصتی برای رکورد ۴۱٫۶ ثانیه‌ای نیک هایدفلد در سال ۱۹۹۹ در خودروی فرمول یک را به چالش بکشند.
در تاریخ ۲۰ اوت ۲۰۱۳، در گیمزکام مشخص شد که پیست برندز هچ به گرن توریسمو می‌آید و آپریکوت هیل مسیر مسابقه که در بازی قبلی ظاهر نشد، به این نسخه باز می‌گرددند. خودروهایی مانند پاگانی هوایرا، فیسکر کارما، شورلت کوروت استینگر سی۷، ب‌ام‌و زد۸ و همچنین آستون مارتین یک-۷۷، آئودی آر۱۸، کاتی‌ام ایکس بو و خودروی ماه‌پیما سال ۱۹۷۱ (از مأموریت آپولو ۱۵). نیسان دلتاوینگ در ابتدا برای این بازی اعلام شد اما به دلیل مشکلات قانونی و صدور مجوز، به‌طور خلاصه حذف شد. با این حال، در ۲ دسامبر ۲۰۱۳ نشان داده شد که دلتاوینگ در مدل‌های ۲۰۱۲ و ۲۰۱۳ به بازی بازگشته است. این تصمیم در ۲ دسامبر با بازگشت خودرو در مدل‌های ۲۰۱۲ و ۲۰۱۳، در کنار اضافه شدن آخرین لحظه هوندا ان‌اس‌ایکس کانسپت (که به عنوان آکورا و هوندا در دسترس بود، تغییر کرد) و خودروهای قهرمانی رالی جهانی ۲۰۰۸ از گرن توریسمو ۵ به گرن توریسمو ۶ آمدند.

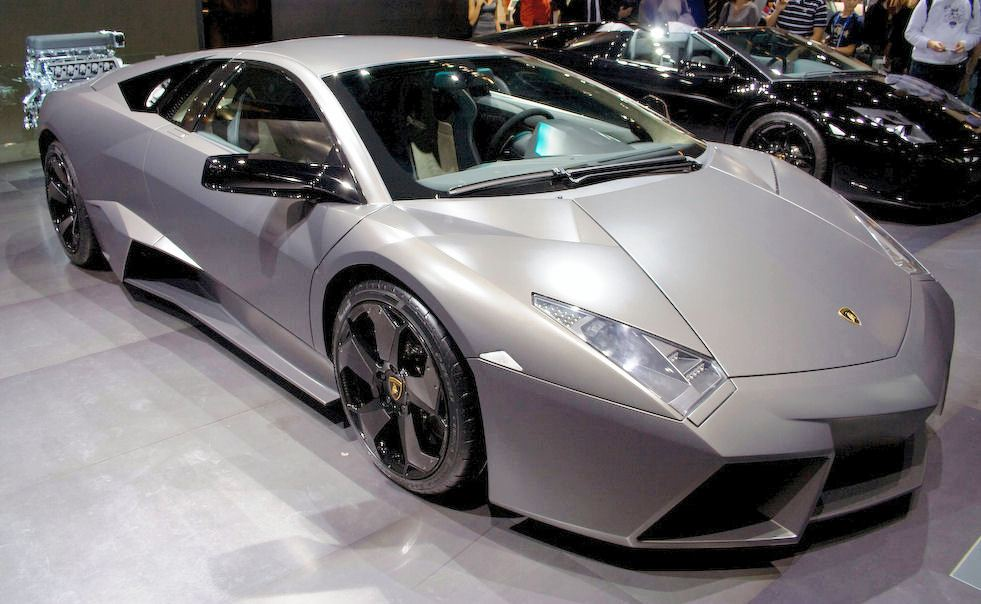
لامبورگینی رونتون در این بازی معرفی شد.

پولی‌فونی دیجیتال به طراحی مدل تویوتا اف‌تی-۱ خودروی مفهومی کمک کرد تا مدلسازی خودرو در ابتدا گرن توریسمو ۵ و بعداً به گرن توریسمو ۶ آمد؛ این به طراحان خودرو کمک کرد تا ماشین را در حال حرکت و فروش این مفهوم به مقر تویوتا رسیده باشد. این خودرو در تاریخ ۱۴ ژانویه به عنوان یک دانلود رایگان به گرن توریسمو ۶ در کنار خودروهای مفهومی دیگر منتشر شده است.
رانندگان فرمول یک، سباستیان فتل و برونو سنا هر دو راننده آزمون برای بازی بودند.
پولی‌فونی دیجیتال سرویس آنلاین گرن توریسمو ۶ را در تاریخ ۲۸ مارس سال ۲۰۱۸ برای همیشه قطع کرد. تمام محتوای قابل دانلود و نسخه‌های دیجیتالی بازی را نمی‌توان مستقیماً از فروشگاه پلی‌استیشن سونی پس از این تاریخ خریداری کرد.

## امکانات
در ۲۴ اکتبر ۲۰۱۳، توسعه‌دهندگان بازی یک همکاری طولانی مدت با مؤسسه آیرتون سنا داشتند که در آن درصد سود حاصل از فروش این بازی به سازمان اعزام شد که آموزش و پرورش را به جوامع فقیرنشین برزیل ارتقا داد. یک به‌روزرسانی رایگان در ماه مه ۲۰۱۴، و به دنبال دوران ورزشی مسابقات اتومبیل‌رانی آیرتون سنا یک ویژگی جدید تحت عنوان «احترام به آیرتون سنا» اضافه کرد. این بروزرسانی همچنین شامل لوتوس ۹۷تی، که سنا در طول مسابقات فرمول یک فصل ۱۹۸۵ سوار می‌شد.
در میان دیگر پیست‌های جدید این سری، آسکاری، پارک بین‌المللی موتوراسپرت ویلیام اسپرینگز، و همچنین کسانی که در استادیوم ورزشی قرار دارند علاوه بر چندین مورد در ماترهورن، از جمله یکی نزدیک ریفلزی.
همچنین برخی از ترانه‌هایی که از لحاظ متغیرهای آب و هوایی و زمان روز نیز وجود دارد، یک پدیده پویا کره آسمان وجود دارد، به طوری که ستارگان در آسمان شب دارای موقعیت دقیقی هستند. با این یک ویژگی نیز وجود دارد که بازیکنان می‌توانند در هدلی ریل در ماه با خودروی ماه‌پیما رانندگی کنند.
پیست تخت گاز، که در گرن توریسمو ۵ ظاهر شد، به دلیل مشارکت نمایش با مجموعه بازی‌های فورتزا موتوراسپورت برای کنسول‌های ایکس‌باکس در بازی بازنمی‌گردد.

### چشم‌انداز گرن توریسمو
برای بزرگداشت پانزدهمین سالگرد این سری، گرن توریسمو ۶ همچنین دارای «چشم‌انداز گرن توریسمو» (نامی که از تریلر اولیه گرن توریسمو ۵ استفاده مجدد شده است) را به نمایش می‌گذارد. و همچنین برندهای پوشاک ورزشی ایر جردن و نایکی و شرکت‌های طراحی خودرو مانند زاگاتو در پروژه طراحی خودرو شرکت کرده‌اند.

### محتوای قابل دانلود
اگرچه هیچ بسته محتوای قابل دانلود (DLC) برای فروش منتشر نشده است، اما چندین خودروی رایگان پس از راه اندازی گرن توریسمو ۶ از طریق بروزسانی‌ها منتشر شده‌اند. اینها شامل ب‌ام‌و ام۴، تویوتا اف‌تی-۱ کانسپت، و ماریو اندرتی در سال ۱۹۴۸ هادسن خودروی مسابقه‌ای ارتقاء یافته است.

#### مسیر ساز
در ۳۰ سپتامبر ۲۰۱۵، یک برنامه ویرایشگر سطح با عنوان «ویرایشگر مسیر» در اپل‌ها اپ استور و اندروید‌ها گوگل پلی منتشر شد. بازیکنان می‌توانند مسیرهایی را در برنامه طراحی کرده و سپس آنها را برای دانلود و پخش در پلی استیشن ۳ آپلود کنند. دره مرگ به عنوان یک مکان جدید برای بازی معرفی شده است. این برنامه از فایل‌های کِی‌ام‌ال و جی‌پی‌ایکس، وارد کردن عکس/بیت‌مپ و ردیابی مسیرهای رانندگی واقعی جی‌پی‌اس پشتیبانی می‌کند. مسیرهای ساخته شده را می‌توان در مسابقات حالت آرکید، آزمایش‌های زمانی و به اشتراک گذاری آنلاین استفاده کرد. این برنامه بلافاصله مورد توجه خبرنگاران قرار گرفت. در ۲۴ ساعت اول، بیش از ۵ هزار کاربر استور اندروید این اپلیکیشن را دانلود کرده و امتیاز ۴/۵ را به آن داده‌اند. یک هفته بعد، فروشگاه اندروید ده‌هزار دانلود داشت.
همزمان با آفلاین شدن سرورها، ویرایشگر مسیر از اپ استور حذف شد.

### صفحه نمایش چندنفره
این بازی از شش نمای مختلف پشتیبانی می‌کند که می‌توان آن‌ها را بر روی شش یا چند کنسول پلی‌اسیتشن ۳ ارائه کرد. دو نمای سمت چپ، دو نمای راست، نمای سرور (جلو با صفحه مدرج)، و یک نمای جلو بدون هیچ صفحه مدرج، همگی می‌توانند در یک کنسول پلی‌استیشن ۳ اضافی اگر در یک شبکه محلی باشند، کپی شوند.

## بازتاب‌ها
| گردآورنده | امتیاز |
| --------- | ------ |
| متاکریتیک | ۸۱/۱۰۰ |

| ناشر         | امتیاز |
| ------------ | ------ |
| دستراکتید    | ۹/۱۰   |
| یوروگیمر     | ۹/۱۰   |
| فامیتسو      | ۳۶/۴۰  |
| گیمز ریدار+  | [ ۳۳ ] |
| آی‌جی‌ان       | ۸/۱۰   |
| پولیگان      | ۹/۱۰   |
| گیمر هاردکور | ۴/۵    |
| دیلی تلگراف  | ۱۰۰٪   |

| ناشر                 | جایزه                         |
| -------------------- | ----------------------------- |
| یوروگیمر             | ۵۰ بازی برتر سال              |
| پلی‌استیشن لایف‌استایل | بازی مسابقهٔ سال               |
| آی‌جی‌ان               | بهترین بازی مسابقه            |
| گیم‌تریلرز            | بهترین بازی مسابقه            |
| جی۴تی‌وی              | بهترین گرافیک (برنز)          |
| جی۴تی‌وی              | بهترین صدا (برنز)             |
| ۳جم                  | بهترین بازی پلی‌استیشن ۳ (دوم) |
| پی‌اس‌ایکس‌اکسترم       | کم ارزش‌ترین بازی              |
| یوروگیمر             | انتخاب سال ۲۰۱۳               |

### انتقادات
بر اساس بازبینی جمعی متاکریتیک، گرن توریسمو ۶ در این بررسی‌ها نتیجهٔ «به‌طور کلی مطلوب» دریافت کرد. عمدتاً به دلیل تمرکز بازتر روی واقع‌گرایی و حتی مجموعه‌ای بزرگ‌تر از خودروها مورد ستایش قرار گرفت، اما انتقادها بر عدم بهبود بیشتر، اشکالات و اشکالات در هنگام راه‌اندازی و تمرکز بیشتر بر روی بازی آنلاین و تراکنش‌های خرد تأکید داشتند. یوروگیمر «مجموعه وسیع و گسترده خودروها» و «لیست آهنگ سرسام آور» را ستود و گیمزریدار+ گرافیک و واقع گرایی را ستود. پولیگان تنوع گیم پلی را دوست داشت، در حالی که آی‌جی‌ان گفت که این یک پیشرفت قابل توجه در گرن توریسمو ۵ است. هاردکور گیمر اظهار داشت که «به طرز شگفت‌انگیزی اعتیادآور» با «جذابیت ماندگار عظیم» است و «مسلماً استاندارد طلایی این ژانر باقی می‌ماند». هنگامی که دستراکتید یک مقایسه رو در رو با عنوان نسل بعدی فورتزا موتوراسپورت ۵ انجام داد، گرن توریسمو ۶ با اختلاف زیادی در صدر قرار گرفت. هنگامی که یواِس‌گیمر یک آزمایش سه طرفه مشابه انجام داد، آنها به این نتیجه رسیدند که "من هر دو این بازی‌ها را هفته‌هاست داشته‌ام، اما این گرن توریسمو ۶ است که مرا تا دیر وقت بیدار نگه می‌دارد. همان‌طور که من فورتزا موتوراسپورت ۵ را دوست دارم، گرن توریسمو فقط بازی‌های بیشتری دارد. روشی که گرن توریسمو انواع خودروها و ویژگی‌های هندلینگ مختلف را بیان می‌کند؛ خارق‌العاده است و تنوع بسیار زیاد خودروها، پیست‌ها، فرمت‌های مسابقه و چالش‌های مینی‌بازی آن را بسیار سرگرم‌کننده می‌کند.
در طول هفدهمین جوایز سالانه دی.آی.سی.ای.، فرهنگستان هنر و علوم تعاملی گرن توریسمو ۶ نامزد «جایزه بازی مسابقه ای سال» شد.

### عملکرد تجاری
برای هفته عرضه در ژاپن، پس از دو روز فروش، این بازی ۲۰۴٫۷۸۴ فروش فیزیکی داشت؛ بازی در رتبه دوم ۱۱۷٫۴۳۲ فروش برای کل هفته داشت. این فروش به دو برابر شدن فروش کنسول پلی استیشن ۳ نسبت به هفته قبل کمک کرد. در میان ۱۰۰ بازی برتر فامیتسو ۲۰۱۳، فهرستی از ۱۰۰ فروش برتر نرم‌افزار خرده فروشی ژاپنی برای سال ۲۰۱۳ از اطلاعات جمع‌آوری شده توسط شرکت مادر فامیتسو یعنی انتربرین، این بازی با ۲۸۲٫۶۸۶ عدد فیزیکی توسط خرده فروشان در رتبه ۲۴ قرار گرفت. این بازی به ترتیب در فرانسه، آلمان، نروژ، فنلاند و نیوزیلند پر فروش‌ترین، در استرالیا و ایتالیا رتبه دوم، در بریتانیا، سوئد، دانمارک و یونان رتبه سوم، در اسپانیا و آفریقای جنوبی رتبه چهارم را به خود اختصاص داده است. این بازی چهل و دومین بازی پرفروش سال ۲۰۱۳ در تمام فرمت‌ها در بریتانیا بود و همچنین پرفروش‌ترین عنوان مسابقه‌ای تک-فرمتی سال بود. این بازی در ابتدا در آمریکای شمالی عملکرد کمتری داشت و فقط به ۱۰ تای برتر راه یافت. این بازی در پایان ژوئن ۲۰۱۵ همچنان در ۱۰ تای برتر جدول فروش دانلود شبکه پلی‌استیشن اروپا قرار داشت. این بازی در اروپا و آمریکای شمالی تا پایان ژانویه ۲۰۱۵ در ۱۰ تای جدول برتر باقی ماند. در ۲۵ ژوئیه ۲۰۱۵، حدود ۱۹ ماه پس از انتشار، بازی همچنان در رتبه ۱۲ جدول فروش تمام قیمت بریتانیا بود، از اوت ۲۰۱۵ بازی در عوض واجد شرایط جدول فروش بودجه بریتانیا بود، تا جایی که در ۲۰ بازی برتر باقی ماند و تا اواسط ژانویه ۲۰۱۶ به فروش خوب ادامه داد. گرن توریسمو ۶ هفتمین بازی پر فروش سال ۲۰۱۵ در فروشگاه پلی استیشن بود. در دسامبر ۲۰۱۴، این بازی برنده جایزه طلای فروش نیم میلیونی در ژاپن شد.

## تأییدیه افراد مشهور
در ابن بازی چهار بار قهرمان جهان فرمول یک سباستین فتل و همچنین ماریو اندرتی در سال ۱۹۴۸ با هادسن هورنت در بازی ظاهر می‌شوند. قهرمان نسکار، مت کنست یکی از ماشین‌های جدید را در این بازی می‌راند. این بازی همچنین دارای کلاه ایمنی و روپوش‌هایی است که متعلق به رانندگانی مانند جف گوردون، تونی استوارت، آیرتون سنا، جیمی جانسون، پیتر سولبرگ و میکو هیروونن می‌باشد. همچنین جی لنو به تهیه‌کنندگان بازی کمک کرد تا ماشین اولدزموبیل تورنادو با قدرت هزار اسب بخاری را در بازی بگنجانند.